# Diplomatarium Norvegicum
Il Diplomatarium Norvegicum è una raccolta di libri contenenti i testi di documenti e lettere dalla Norvegia anteriori al 1590, testualmente e in lingua originale. La serie è composta da 22 volumi, contenenti i testi di circa 20.000 documenti.
Il primo volume fu pubblicato nel 1848 su iniziativa dello storico Christian C. A. Lange (1810–1861), che servì come archivista nazionale della Norvegia (Riksarkivar). Il lavoro di trascrizione delle fonti è continuato per oltre cento anni fino al 1972. Il documento più antico risale al 1050 circa, ma la grande massa di documenti risale a dopo il 1300. La lingua nella maggior parte delle lettere è norreno antico, norvegese antico o danese antico. Alcune lettere, particolarmente legate alla Chiesa o alla corrispondenza internazionale sono in latino.
Il Diplomatarium Norvegicum (comunemente abbreviato in DN) è una fonte indispensabile per gli storici della storia medievale norvegese dal 1300 circa. La serie è stata anche pubblicata come database ricercabile su Internet.